# Kaos är granne med Gud
Kaos är granne med Gud är en teaterpjäs av Lars Norén från början av 1980-talet.

## Om pjäsen
Pjäsen är en fortsättning på föregångaren Natten är dagens mor och utgör tillsammans med Stillheten en trilogi om en familj i sönderfall på landsortshotellet Aurora i skånska Genarp på 1960-talet. Den förre servitören Ernst har flyttat ner från Stockholm för att förverkliga drömmen att arrendera ett eget litet hotell med tillhörande restaurang tillsammans med sin hustru Helen och deras två uppväxande söner, saxofonspelande, lycksökande storebrodern Frank och den känslige, psykiskt instabile Ricky (Noréns alter ego) med författardrömmar och sexuella identitetsproblem. Fadern har problem med hotellets ekonomi och hamnar i återkommande perioder av alkoholism – med periodiska vistelser på mentalsjukhus som följd, där också Ricky skrivits in för sina psykiska problem och tvångstankar. Modern är döende i cancer och hela familjen är sedan länge präglad av ett tillstånd av splittring, kaos och medberoendeproblematik. I berättelsen ingår även Rex, en långtidsboende gäst, som återvänt efter en mångårig vistelse i USA och som fördriver kvällarna med kortspel och drickande med hotelldirektören. Ricky har tillfällig permission från sjukhuset efter en vilsen vistelse i Stockholm och under en kväll och natt i hotellvestibulen utspelas en rad samtal, våldsamma konfliktuppgörelser, varvat med nostalgiska minnen, amerikanska jazzskivor och allsång vid pianot.
Pjästrilogin är till stor del en naken, utlämnande, självbiografisk berättelse om familjen Norén och författarens komplicerade uppväxttid, en tid som kommit att prägla i stort hela hans författarliv. Pjäserna innebar Noréns stora genombrott som rikskänd och internationellt spelad dramatiker och har lagt grunden till det allmänt spridda, dysfunktionella begreppet "norénfamilj". I likhet med Noréns dramatik i allmänhet utgör pjäserna ett mycket stort omfång sidor med en speltid på många timmar per pjäs, varför olika uppsättningar normalt skiljer sig åt innehållsmässigt, då en bearbetning av textmassan normalt görs till en speltid på omkring tre timmar. Rollnamnen på familjemedlemmarna skiljer sig åt mellan de olika pjäserna i trilogin, trots att de handlar om samma personer.
Titeln är liksom föregångarpjäsen hämtad från en strof ur Erik Johan Stagnelius dikt Vän, i förödelsens stund: "Därföre gläds, o vän, och sjung i bedrövelsens mörker: Natten är dagens mor, Kaos är granne med Gud."

### Produktionshistorik
I kölvattnet av den föregående pjäsen hade Kaos är granne med Gud urpremiär på Göteborgs stadsteater år 1983 i regi av Björn Melander och med samma ensemble i båda. 1984 gjordes en tv-version för Sveriges Television med samma produktionsteam av Natten är dagens mor och Kaos är granne med Gud. Pjäsen har sedan spelats på bland annat Malmö stadsteater 1984 och internationellt. På 2000-talet har nya produktioner med delvis nya vinklar spelats, bland annat med båda dramerna förenade i en fyratimmars-föreställning på Stockholms stadsteater år 2007.

## Ur-ensemble i Göteborg och SVT
- Ernst – Percy Brandt
- Helen – Lena Brogren
- Frank – Lars-Erik Berenett
- Ricky – Reine Brynolfsson
- Rex – Dan Sjögren

Regi: Björn Melander